# Фонтанацо (Тренто)
Фонтанацо је насеље у Италији у округу Тренто, региону Трентино-Јужни Тирол.
Према процени из 2011. у насељу је живело 158 становника. Насеље се налази на надморској висини од 1396 м.